# Prosti dostop
Prosti dostop (angleško open access, kratica OA) je način objave del v znanosti, pri katerem je polno besedilo dela brezplačno dostopno vsakomur prek svetovnega spleta. Največkrat se nanaša na članke v znanstvenih revijah, vse pogosteje pa tudi na strokovne monografije ali poglavja v njih. Obstajata dva glavna pristopa - brezplačni OA omogoča samo pregledovanje vsebine, popolnoma prosti pa daje tudi pravico do neomejene distribucije in uporabe prosto dostopnih vsebin. Soroden pojem je odprta vsebina, ki daje tudi pravico do spreminjanja, vendar ta način ni primeren za znanstvene objave, pri katerih sta pomembna integriteta in pripis avtorstva.
Skladno z razmahom svetovnega spleta v 1990. letih so nastajale številne, a nepovezane iniciative za omogočanje dostopa javnosti do znanstvenih del mimo tradicionalnih poti. Prva enotna mednarodna izjava glede prostega dostopa je bila »Budapest Open Access Initiative« (BOAI) v februarju 2002. Podala je enotno definicijo prostega dostopa, do julija 2011 jo je podprlo skoraj 5500 posameznikov in 600 ustanov. Sledili sta izjavi »The Bethesda Statement on Open Access Publishing« junija 2003 in »Berlin Declaration on Open Access to Knowledge in the Science and Humanities« oktobra 2003. Izjave se razlikujejo v nekaterih podrobnostih definicije prostega dostopa, skupno pa jim je, da prosti dostop po tej definiciji odpravlja omejitve pri uporabi in razširjanju znanstvenih del, pri čemer zagotavlja pravico avtorjem do pripisa avtorstva. Peter Suber, eden najvidnejših zagovornikov gibanja, označuje te skupne točke kot »BBB definicijo prostega dostopa«. Po združeni definiciji zgolj brezplačni OA ni pravi OA. 
Prosti dostop, predvsem v smislu posledic na zanesljivost in ekonomijo znanstvenega založništva ter dobrobit javnosti, je danes predmet številnih razprav med raziskovalci, akademiki, knjižničarji, univerzitetnimi administratorji, financerji, vladnimi uslužbenci ter komercialnimi in akademskimi založbami.

## Zagotavljanje prostega dostopa
Prosti dostop se lahko zagotavlja na dva različna načina:
1. »Zeleni OA« zagotavljajo avtorji, ki objavljajo v tradicionalnih revijah in nato samo-arhivirajo svoje prispevke v prosto dostopni zbirki svoje inštitucije ali v neodvisni javni bazi člankov.[6] »Zeleni« izdajatelji dovoljujejo avtorjem samo-arhiviranje takoj po izdaji.
2. »Zlati OA« zagotavljajo založniki, članki v prosto dostopnih revijah so neposredno prosto dostopni na spletni strani izdajatelja. Obstaja nekaj različic tega načina, na primer zakasnjeni OA, pri katerem so članki prosto dostopni po določenem obdobju embarga (na primer po enem letu od izdaje) ali hibridni - hibridne OA revije dajejo avtorjem možnost, da z dodatnim plačilom ob objavi omogočijo prosti dostop do svojega dela.

Vedno večje število univerz vzdržuje institucionalne zbirke, dostopne prek svetovnega spleta, v katere lahko njihovi raziskovalci samo-arhivirajo objavljene članke, obstajajo pa tudi neodvisne zbirke, med bolj znanimi so arXiv (fizika, matematika, astronomija, informatika), PubMed Central (medicina in biomedicinske znanosti) ter CogPrints (kognitivna znanost). Končni uporabniki lahko pridejo do prosto dostopnih člankov tudi prek različnih imenikov in iskalnikov. Directory of Open Access Journals (DOAJ) je imenik skoraj 7000 OA znanstvenih revij, od tega preko 3000 takih, ki so indeksirane na ravni člankov. Podoben imenik je indijski OpenJ-gate, ki zbira povezave tudi do drugih strokovnih serijskih publikacij (na primer okrožnic poklicnih združenj). Prosto dostopne članke je prav tako možno najti s spletnim iskanjem z uporabo specializiranih iskalnikov, kot so na primer OAIster, ScientificCommons.org in Google Scholar. Rezultati lahko vključujejo tudi rokopise člankov pred tiskom (manuscript, pre-print) in spremljajoče gradivo.
Med 80 in 90 % revij dovoljuje nekatere oblike avtorskega samo–arhiviranja (»zeleni OA«). Od 1.350.000 člankov, ki sta jih v letu 2006 indeksirali organizaciji Institute for Scientific Information (ISI) in Ulrich's Periodicals Directory, je bilo po oceni 4,6 % prosto dostopnih takoj, dodatnih 3,5 % pa po obdobju embarga (tj. »zlati« in »zakasnjeni zlati OA«). Samo-arhiviranih je bilo 11,3 % vseh člankov. Sodeč po rezultatih kasnejše raziskave, ki je zajemala revije v bazah Ulrich's Periodicals Directory, Web of Science, Scopus in DOAJ, je bilo prosto dostopnih več kot 20 % člankov, vendar je ta raziskava upoštevala vse brezplačno dostopne članke ne glede na pravico do redistribucije (»brezplačni OA«).

## Prosti dostop v znanstvenem založništvu

### Avtorji in raziskovalci
Eden izmed glavnih razlogov zakaj avtorji dovolijo, da so njihovi članki prosto dostopni, je povečanje vpliva njihovega dela. Vse več raziskav potrjuje, da prosta dostopnost pomembno prispeva k citiranosti dela v drugih znanstvenih publikacijah ali vsaj večji branosti in uporabi.
Znanstveniki dobivajo plačo in sredstva za raziskave od agencij za financiranje in/ali svojih univerz; objava je poročilo o njihovem delu in ne sredstvo za finančno korist. Večkrat kot je njihovo delo uporabljeno, citirano in nadgrajeno, večja je korist za raziskovalno usmeritev ter tudi za znanstvenikov lasten ugled.
Nekatere strokovne organizacije neposredno promovirajo odločanje za prosti dostop. Leta 2001 je Mednarodna matematična zveza v javnem sporočilu svojim članom zapisala, da je »prosti dostop do matematične literature pomemben cilj« in spodbudila člane naj »omogočijo elektronski dostop do čim več svojih del« in »povečajo zbirko brezplačno dostopnega primarnega matematičnega gradiva, predvsem v pomoč znanstvenikom, ki delajo brez zadostnega dostopa do knjižnic«.
Avtorji, ki želijo, da so njihova dela prosto dostopna, imajo dve možnosti. Ena je, da objavljajo v prosto dostopnih revijah (»zlati OA«). Številne revije računajo avtorjem za objavo prosto dostopnih člankov, številne druge pa ne. Strošek objave prosto dostopnega članka računa večina tradicionalnih revij in nekatere OA revije (predvsem uglednejše, kot so revije Public Library of Science), pri čemer je lahko cena objave članka nekaj tisoč ameriških dolarjev. Če OA revija računa objavo, je plačnik po navadi avtorjeva inštitucija ali agencija za financiranje, ne avtor sam. Nekatere univerze so že vzpostavile denarne sklade za plačilo stroškov objave v OA revijah, lahko pa avtorji vključijo ta strošek že v predlog raziskovalnega projekta. Poleg tega se lahko revija odpove plačilu v primeru, da avtor zaprosi za to zaradi finančnih težav, ali celo za vse avtorje iz nerazvitih držav. Druga možnost je samo-arhiviranje objavljenih prispevkov (»zeleni OA«). Založbe, ki dovoljujejo samo-arhiviranje, so zbrane na seznamu RoMEO, ki ga vzdržuje britanska organizacija SHERPA.
Debate o prostem dostopu se osredotočajo predvsem na strokovno literaturo, vendar lahko z izbiro ustrezne licence vsakdo ponudi prosti dostop do svojega ustvarjalnega dela, na primer učnega objekta za e-izobraževanje. V ta namen so med drugim sestavljene licence Creative Commons, ki jih uporablja Wikipedija. Licenca Creative Commons-Priznanje avtorstva (CC-BY) je v skladu z BBB definicijo prostega dostopa.

### Vlagatelji v raziskave in univerze
Agencijam, ki financirajo raziskave, in univerzam je v interesu, da imajo raziskave, ki jih podpirajo, kar največji vpliv. Do konca oktobra 2014 je 223 inštitucij v svoje pogoje financiranja vneslo zahtevo za samo-arhiviranje izsledkov raziskav, nadaljnjih 9 pa je izrazilo to namero.
Prizadevanja za prosti dostop do izsledkov javno financiranih raziskav obstajajo tudi na nadinstitucionalni ravni. Leta 2009 je bil v ameriškemu kongresu vložen predlog zveznega zakona (Federal Research Public Access Act, okrajšano FRPAA), ki bi od vseh javnih agencij z več kot 100 milijonov USD proračuna zahteval, naj zahtevo po samo-arhiviranju vnesejo v svoje pogoje financiranja raziskav po zgledu Nacionalnih inštitutov za zdravje. Nacionalni inštituti za zdravje (NIH) zahtevajo od prejemnikov financiranja samo-arhiviranje v osrednji bazi prosto dostopnih člankov PubMed Central v roku enega leta od objave. Tovrstna prizadevanja potekajo tudi v Evropski uniji. Leta 2006 je Evropska komisija na podlagi študije trga znanstvenega založništva v Evropi sprejela priporočilo o zagotavljanju dostopa javnosti do izsledkov javno financiranih raziskav, ki ga je kasneje nadgradila Evropska svetovalna komisija za raziskave (EURAB) s svojimi priporočili, med katerimi sta čimprejšnji prosti dostop (oz. najkasneje v roku 6 mesecev od objave) in zagotavljanje dolgoročnega hranjenja člankov ter kongresnih prispevkov. V sklopu sedmega okvirnega programa EU je bil izveden pilotski projekt OpenAIRE za zagotavljanje prostega dostopa na vseevropski ravni, ki je vključeval projekte sedmega okvirnega programa v skupnem obsegu 20 % vseh sredstev programa, za osmi okvirni program (Horizon 2020) pa je prosti dostop že eno od temeljnih načel. Nujnost pospeševanja prostega dostopa do izsledkov javno financiranih raziskav je tudi stališče vodstva Organizacije za gospodarsko sodelovanje in razvoj.
Organizacija EPrints vzdržuje Register pravil za prosto dostopno arhiviranje gradiv (Registry of OA Repository material Archiving Policies, ROARMAP), v katerem je naštetih 131 ustanov, ki od svojih raziskovalcev zahtevajo ali jim priporočajo samo-arhiviranje, med njimi univerze, kot so Humboldtova univerza v Berlinu, ETH Zürich, Univerza v Edinburgu in Tehnološki inštitut Massachusettsa (MIT). Obstaja tudi organizacija Enabling Open Scholarship (EOS), ki pomaga ustanovam pri vzpostavljanju pravil za zagotavljanje prostega dostopa.

### Založniki
Komercialni založniki so najpomembnejši nasprotniki prostega dostopa. Poslovni modeli teh podjetij so odvisni od naročnin (čeprav nekatere neproste revije računajo tudi avtorjem za objavo), zato vidijo v gibanju grožnjo svojemu obstoju. Združenje ameriških založnikov (Association of American Publishers, AAP) je tako leta 2007 ustanovilo Partnerstvo za raziskovalno integriteto v naravoslovju in medicini (Partnership for Research Integrity in Science & Medicine, PRISM), ki lobira pri ameriški vladi proti zakonskim zahtevam za prosto dostopnost izsledkov javno financiranih raziskav. Organizacija promovira razlago, da prosti dostop ogroža integriteto znanosti napram cenzuri in drugim manipulacijam, da ogroža kvaliteto uredniškega procesa (predvsem recenzije s strani vrstnikov oz. peer review, ki je ključen element sodobne znanosti) ter da predstavlja nelegitimno vmešavanje vlade v dejavnost založnikov. Njihov pristop je v javnosti izzval številne kritike, tudi na račun po mnenju zagovornikov prostega dostopa zavajajočih izjav, ki jih za organizacijo sestavlja slavni svetovalec za odnose z javnostmi Eric Dezenhall; ta je znan predvsem po delu za zvezdnike in podjetja, kot je Enron.
Tudi nekateri drugi analitiki pa so mnenja, da prosti dostop za izdajatelje ni ekonomsko vzdržen. Poleg komercialnih založb, katerih položaj na trgu je neposredno odvisen od dobičkov od njihove dejavnosti, naj bi bil prosti dostop tvegan tudi za znanstvena združenja, ki izdajajo znanstvene publikacije (na primer Kraljeva družba preko svoje založbe Royal Society Publishing) in iz dobičkov od založništva financirajo druge svoje dejavnosti.
Založniški trg v znanosti je raznolik, izstopajo pa trije največji ameriški založniki: Elsevier, Springer in Wiley, pri katerih izide ocenjeno 42 % vseh člankov na področjih naravoslovja, tehnike in medicine. Za primer, Elsevier je imel v tem poslovnem segmentu med letoma 1998 in 2000 osemkrat večji dobiček kot je povprečje za založništvo serijskih publikacij v celoti, kar vzbuja pomisleke o upravičenosti cen za dostop do znanstvenih del. Na drugi strani so OA založniki, med katerimi so največji BioMed Central, Hindawi Publishing Corporation in neprofitni Public Library of Science. Ti so bili  leta 2007 povečini na meji finančne vzdržnosti, le Hindawi je poročal, da brez težav pokriva stroške. BioMed Central je leta 2008 kupil založnik Springer, kar po mnenju nekaterih dokazuje, da je prosti dostop smiseln poslovni model.
Obstajajo številni načini kako lahko tudi izdajatelji, ki se odpovejo prihodku od naročnin, zagotovijo pokritje stroškov in po možnosti dobiček. Eden od osnovnih je zmanjšanje stroškov - za primer, pri klasičnih revijah predstavlja cena izdelave in distribucije fizičnih izvodov revije skoraj četrtino stroškov, čemur se OA revije izognejo, če so dostopne samo prek svetovnega spleta. Prihodke lahko zagotavljajo plačila avtorjev za objavo, objavljanje oglasov in drugi viri financiranja, kot so skladi za podporo znanosti. V praksi ima vsako podpodročje znanosti svoje specifike in revije s teh podpodročij se razlikujejo tako po stroških izdaje kot po možnostih za financiranje, zato enotnega poslovnega modela, ki bi bil smiseln za vse izdajatelje, ni.
Še ena posledica vzpona prostega dostopa ob hkratnem trendu »objavljaj ali izgini«, ki znanstvenike sili k vedno bolj množičnemu objavljanju, je pojav t. i. plenilskih založnikov. To so neuveljavljeni založniki, ki izkoriščajo model »avtor plača« za finančno korist, pri čemer se poslužujejo nepoštenih praks, kot je umetno višanje ugleda z lažnim navajanjem sodelavcev in nižanjem (ali celo odsotnostjo) standardov znanstvene recenzije. Ciljajo predvsem na manj izkušene raziskovalce, ki ne poznajo meril ugleda v znanstvenem založništvu, nekateri raziskovalci pa pri njih objavljajo tudi načrtno, saj si tako na lahek način višajo število objav.

### Uporabniki in javnost
Ena največjih prednosti prostega dostopa je za uporabnike v državah v razvoju, ki imajo zelo omejen dostop do znanstvenih revij. Koristi od OA pa imajo tudi uporabniki iz razvitih držav, saj nobena knjižnica ne more ponuditi vseh znanstvenih revij; večina jih lahko ponudi le majhen del le teh. OA članek lahko prebere kdorkoli z dostopom do svetovnega spleta – znanstvenik, poklicni uporabnik, novinar, pisec, politik ali ljubitelj (za hobi). V večini primerov so neposredni uporabniki znanstvenih člankov drugi raziskovalci. V znanstveni skupnosti je bilo že pred vzponom prostega dostopa uveljavljenih več načinov razširjanja objav, med njimi medknjižnična izposoja in neposreden stik z avtorjem, vendar sta ta dva načina pogosto nezanesljiva in, predvsem na najaktivnejših raziskovalnih področjih, prepočasna. Dostop do OA gradiva je po drugi strani takojšen.
Prosti dostop je v znanstvenem raziskovanju pomemben za javnost iz številnih razlogov. Eden od argumentov za javno dostopnost znanstvene literature je, da je večina raziskav plačana z davkoplačevalskim denarjem, torej morajo biti tudi izsledki teh raziskav javno dostopni, pri čemer pa se delež javno financiranih znanstvenih raziskav med državami zelo razlikuje - v Avstraliji tako znaša 80 %, v Švici in na Japonskem pa samo 10 %. Kot dokazujejo zagovorniki prostega dostopa, le-ta pospešuje raziskovalni proces, produktivnost in znanje. Namreč prav vsak raziskovalec lahko prebere neki članek, ne glede na to, ali ima dostop do knjižnice, ki ima določeno revijo, kjer se ta članek nahaja, kar je posebej pomembno v državah v razvoju. Sodeč po nekaterih ekonomskih modelih lahko povečanje deleža prosto dostopnega znanja bistveno vpliva na finančno korist od vlaganja v raziskave v posameznih državah.
Tudi tisti, ki ne berejo znanstvenih člankov, lahko uživajo prednosti prostega dostopa. Na primer, prednost, ki jo pri tem lahko uživa neki bolnik je, da imajo njegov zdravnik in ostali zdravstveni delavci dostop do izsledkov najnovejših raziskav, ki lahko vsebujejo pomembne podatke za nadaljnje zdravljenje. Lahko pa se pouči o svoji bolezni tudi bolnik sam. Če ima dostop do znanstvene literature politik ali nevladna organizacija, ki se zavzema za spremembo zakonodaje, lahko to pripomore k sprejemanju bolj utemeljenih odločitev. V vseh primerih pa dostop prispeva k znanstveni pismenosti in stopnji izobrazbe.

### Knjižnice in knjižničarji
Naraščajoča cena naročnin za klasične znanstvene revije sili knjižnice, ki imajo omejen proračun, da manjšajo število naročenih revij. Izpad dohodka izdajatelji uravnavajo tako, da višajo naročnine, rezultat česar je začaran krog, v katerem cena dostopa do revij narašča bistveno hitreje od inflacije. Pojav je znan kot »kriza serijskih publikacij« (angleško serials crisis) in vidno vpliva na dostop do znanstvenih informacij.
Knjižničarji so med najbolj vidnimi zagovorniki prostega dostopa, saj je dostop do informacij eno izmed osrednjih načel knjižničarske stroke. Številne knjižnice so podpisale skupne izjave v podporo prostemu dostopu ali sestavile svoje, med njimi Kanadsko združenje knjižnic (Canadian Library Association) leta 2005. Ameriško Združenje raziskovalnih knjižnic (Association of Research Libraries) je med soustanovitelji Koalicije za znanstveno založništvo in akademske vire (Scholarly Publishing and Academic Resources Coalition, SPARC), ki je eden ključnih podpornikov gibanja.
Na nekaterih univerzah vzdržujejo knjižnice institucionalno zbirko, kjer zaposleni samo-arhivirajo svoja dela. Ta vloga bo po mnenju nekaterih komentatorjev v prihodnosti vedno pomembnejša, ko bo vedno več virov financiranja zahtevalo od avtorjev samo-arhiviranje. Mnoge knjižnice so udeležene tudi v založništvu; 44 % članic Združenja raziskovalnih knjižnic, ki so se odzvale na anketo iz leta 2007, sodeluje pri izdajanju znanstvenih publikacij. Kanadski Public Knowledge Project je razvil razširjen odprtokoden sistem Open Journal Systems za spletno izdajanje znanstvenih publikacij (s poudarkom na prosto dostopnih), namenjen knjižnicam in podobnim ustanovam.
Obstajajo pomisleki, da knjižničarji v svetu prosto dostopnih informacij sploh ne bodo več potrebni, vendar knjižnice in knjižničarji ostajajo ključni pri dolgoročnem hranjenju in sistematski obdelavi tovrstnih informacij. Poleg tega po mnenju nekaterih prosti dostop ni edina možna rešitev za krizo serijskih publikacij - ta naj bi bila tudi posledica premajhnih sredstev za knjižnice, ki običajno obsegajo samo 2 % proračuna univerze. Kot rešitev predlagajo še izboljšanje obstoječih sistemov medknjižnične izposoje.

## Zgodovina gibanja
Gibanje je omogočil vzpon svetovnega spleta v 1990. letih, dodaten zagon pa mu je dala kriza serijskih publikacij, ki je bila očitna že v letih pred tem. Konec 1980. let so se pojavile prve prosto dostopne revije, kot so bile Psycoloquy, New Horizons in Adult Education in The Public-Access Computer Systems Review, v zgodnjih 1990. letih pa tudi prve zbirke prosto dostopnega gradiva, večinoma pod okriljem velikih univerz ter javnih raziskovalnih ustanov (ena prvih zbirk t. i. pre-printov je nastala na strežnikih organizacije CERN, ki je znana tudi kot rojstni kraj svetovnega spleta).
Leta 1991 je teoretični fizik Paul Ginsparg razvil arXiv, ki kot prosto dostopen računalniški arhiv pre-printov deluje še danes. Svoj uspeh dolguje že pred tem obstoječi kulturi samo-arhiviranja v fiziki osnovnih delcev in je danes tako uveljavljen, da je na nekaterih podpodročjih fizike delež samo-arhiviranih znanstvenih prispevkov 100 %. V zvezi s tem omenjajo tudi poskus centralizirane storitve distribucije tiskanih pre-printov Nacionalnih inštitutov za zdravje iz 1960. let, ki pa ni pripomogel k temu, da bi bili znanstveniki na področju biomedicinskih znanosti med zgodnjimi zagovorniki te prakse.
So pa biomedicinske znanosti spodbudile več pomembnejših projektov razvoja prostega dostopa kasneje. V 1980. letih je Nacionalna medicinska knjižnica (National Library of Medicine, NLM) ustvarila Medline, najobširnejši imenik medicinske literature na svetu, in ga leta 1997 ponudila zastonj na spletu v obliki baze PubMed. Ko je postal prosto dostopen, se je njegova uporaba povečala za desetkrat, kar je nakazalo, da je bila cena glavni omejujoč dejavnik pri uporabi. Čeprav imeniki niso glavni vidik gibanja (in tudi PubMed ne ponuja prostega dostopa do člankov samih), je Medline pomemben, ker je spodbudil najširšo javnost k uporabi znanstvene literature.
Leta 1999 je Nobelovec Harold Varmus s kolegi z NIH predlagal projekt E-Biomed, ki bi združeval prosto dostopno znanstveno revijo in arhiv za objavo pre-printov ter drugega medicinskega gradiva z manj strogimi kriteriji selekcije. Projekt je bil kasneje uresničen samo kot arhiv objavljenih člankov z imenom PubMed Central, v katerem so samo-arhivirani vsi članki, ki so produkt raziskav, ki jih financira NIH (»zeleni OA«). Bližje Varmusovemu prvotnemu predlogu je BioMed Central, ki ga je leta 2000 ustanovilo združenje znanstvenih založnikov Current Science Group. BioMed Central je pridobitna založba, ki danes izdaja približno 220 prosto dostopnih revij (»zlati OA«).
V 2000. letih je gibanje dobilo ime in pridobilo široko podporo. Leta 2001 je približno 34.000 znanstvenikov in predstavnikov zainteresirane javnosti z vsega sveta podpisalo »Odprto pismo znanstvenim založnikom«, v katerem so se zavzeli za ustanovitev javne spletne knjižnice z brezplačno dostopnimi deli na področjih medicine in ved o življenju ter se obvezali, da bodo objavljali samo v revijah, ki dovoljujejo samo-arhiviranje najkasneje v roku 6 mesecev od objave. Nastala je Javna knjižnica znanosti (Public Library of Science, PLoS), organizacija, sprva namenjena promoviranju prostega dostopa, ki se je tri leta kasneje preusmerila v znanstveno založništvo da bi na ta način dokazala, da lahko visokokakovostne znanstvene revije delujejo tudi brez zaračunavanja za dostop do vsebine. Danes je PLoS eden treh najpomembnejših OA izdajateljev. V letih 2002 in 2003 so se zvrstila tri srečanja glavnih zagovornikov prostega dostopa - v Budimpešti, Berlinu in Bethesdi, ki so podala definicijo prostega dostopa. Od takrat si zagovorniki v različnih državah prizadevajo predvsem za uzakonjenje zahtev po samo-arhiviranju izsledkov javno financiranih raziskav.
Gledano tako po številu revij kot številu člankov, je »zlati OA« med letoma 2000 in 2009 hitro pridobival na priljubljenosti. Medtem ko je bilo leta 2000 v prosto dostopnih revijah objavljenih približno 19.500 člankov, je njihovo število do leta 2009 naraslo na skoraj 192.000. Število prosto dostopnih revij je naraslo od 740 leta 2000 do 4769 leta 2009. Na letni ravni to predstavlja 20–30 % rast, kar po oceni založbe Springer pomeni, da bo »zlati OA« do leta 2020 predstavljal četrtino vseh objavljenih člankov v znanosti.